# Carolus Clusius College
Het Carolus Clusius College (ook wel CCC) is een Nederlandse christelijke school voor voortgezet onderwijs in Zwolle en onderdeel van onderwijsorganisatie Landstede. De school geeft les in het vmbo, de havo, het atheneum en het gymnasium. Het gymnasium, ook wel bekend onder de naam Orfeo, is tweetalig (TTO), bij de andere richtingen is het ook mogelijk om TTO (in het Engels) te volgen.

## Geschiedenis
In 1919 begon de school met het aankopen van een pand voor ongeveer fl. 28.000,-. Dit was een herenhuis aan de Kamperstraat. In datzelfde jaar begon de school met 27 leerlingen voor de HBS. In 1925 werd het pand aangekocht aan de Veerallee, waarin de school nog steeds gevestigd is. De officiële opening van dit gebouw aan de Veerallee werd verricht door Johannes de Visser, de toenmalige minister van Onderwijs. De bouw van het middengedeelte liet tot 1962 op zich wachten en pas in 1985 kreeg het gebouw zijn huidige vorm, toen de mavo van de Assendorperdijk kwam inwonen bij de havo- en vwo-afdeling.
Voorafgaand aan schooljaar 2014-2015 werd duidelijk dat door de groei van de school er een gebrek aan lokalen zou ontstaan. Om die reden werden er in de zomer van 2014 extra noodlokalen geplaatst op een plein achter de school.
In mei 2016 kondigde de school een ingrijpende verbouwing aan. Op de plek van een verbindingstunnel tussen het middengedeelte en het achterste gedeelte van de school zou een nieuw complex herrijzen dat het ‘hart’ van de school gaat vormen: de twee ingangen die de school kende zouden worden samengevoegd tot 1 hoofdingang.
De start van de bouw stond gepland op januari 2017, maar door vertragingen werd dit uiteindelijk de zomer van 2017. Op 12 januari 2018 werd het hoogste punt bereikt. Op 28 september 2018 vond de officiële opening en ingebruikname plaats.
Naast een ingang bevat het nieuwe gedeelte ook 6 lokalen, waaronder een collegezaal. De twee voormalige ingangen zijn na de verbouwing afgesloten. De school kan vanaf september 2018 alleen nog bereikt worden via de ingang Kamperweg 1.

## Naamgeving
Carolus Clusius, eigenlijk Charles de l'Écluse (1526-1609), was een breed georiënteerd geleerde met een universele geest. Hij blonk uit in talen en in 'B-wetenschappen' en dan vooral in de biologie. Hij speelde een grote rol bij de verspreiding van de aardappel en tulp in Europa.
Carolus Clusius werkte onder meer als hoogleraar aan de Leidse universiteit en was ook directeur van de Hortus botanicus in Leiden. Om die reden draagt een van de tuinen van de Hortus in die stad nog steeds zijn naam. Hij was de auteur van vele innovatieve en internationaal beroemde botanische publicaties en daarnaast de centrale figuur in een uitgebreid Europees netwerk van uitwisselingen. Naast botanicus en hoogleraar was hij arts.

## Opbouw

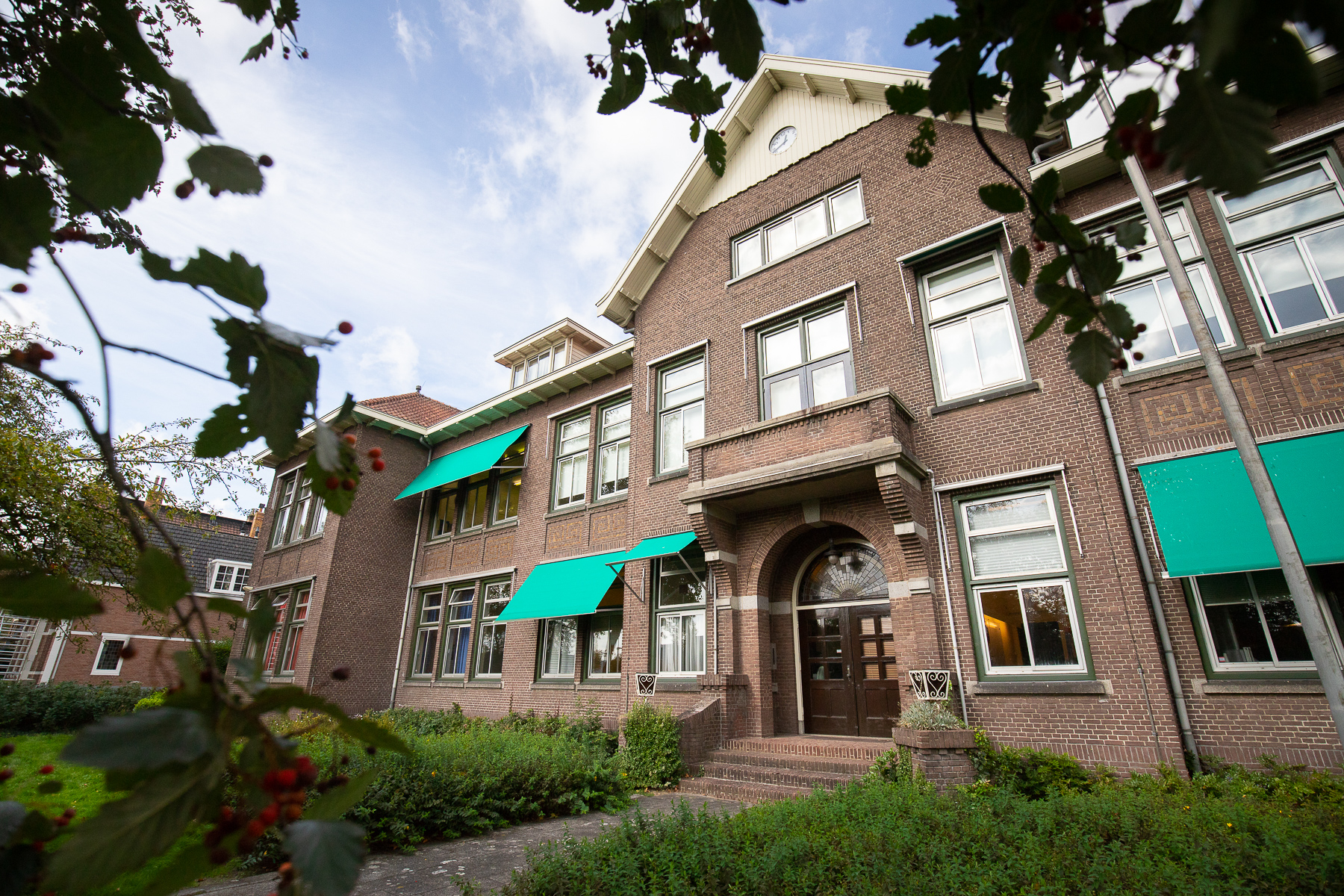
Het voorste en oudste gedeelte van de school

De school heeft 4 gymzalen, 2 aula’s, 2 grote studieruimtes en 90 lokalen.
Het hoofdgebouw kan verdeeld worden in 4 delen. Het eerste deel ligt aan de Veerallee en is het oudste gedeelte van de school. Hier is o.a. de bovenbouwaula, een bibliotheek en een studieruimte. Het tweede drie verdieping tellende deel bevat een lange gang met per verdieping 6 lokalen en een kleine afsplitsing naar links waar nog eens 2 lokalen zitten. Het derde deel is het nieuwste gedeelte van de school. Sinds het schooljaar 2018-2019 bevindt zich hier de hoofdingang die toegankelijk is via de Kamperweg 1. Het vierde deel bestaat uit een rechthoekig gebouw dat, naast de lokalen, o.a. de onderbouwaula en een studeerruimte bevat. Dit gedeelte is in 1985 gebouwd.
Naast het hoofdgebouw aan de Kamperweg 1, kende de school ook een tweede locatie aan de Koningin Wilhelminastraat 93, het voormalige gebouw van het didactisch en orthopedagogisch centrum DOC93, zo'n 400 meter van de school. Dit gebouw was vanaf 2015 tot 9 oktober 2020 in gebruik. Vanaf 2014 stond er achter het hoofdgebouw ook een complex met noodlokalen om een gebrek aan lokalen te compenseren. In 2019 werden deze weer verwijderd.

## Trivia
- De schrijver Gerrit Berveling heeft op deze school gewerkt tot het einde van het schooljaar 2010-2011.
- In 2018 werden er op het dak van de school 552 zonnepanelen aangelegd.[2]
- In 2014 was de school een van de drie genomineerde middelbare scholen voor de SLAM!Schoolawards, maar won uiteindelijk niet.

## Bekende (oud-)leerlingen
- Albert van Assen, Nederlands bedrijfskundige, organisatieadviseur en emeritus hoogleraar
- Marten Eikelboom, hockeyinternational
- Margje Fikse, radiopresentatrice
- Frederik Jansen, politicus[3]
- Esmé Kamphuis, bobsleester
- Marnix Kappers, acteur in o.a. De Familie Knots
- Bert Koenders, politicus en oud-minister van Buitenlandse Zaken
- Martijn Koning, stand-upcomedian
- Marcel Oosten, radiopresentator
- Tooske Ragas, presentatrice en zangeres
- Glenn de Randamie, beter bekend als de rapper Typhoon
- Matthijs Sienot, politicus
- Léon Sloothaak en Thomas Siemonsma, leden van rapgroep De Alliantie
- Jan Terlouw, schrijver
- Jitske Visser, rolstoelbasketbalster
- Aleid Wolfsen, politicus

## Galerij

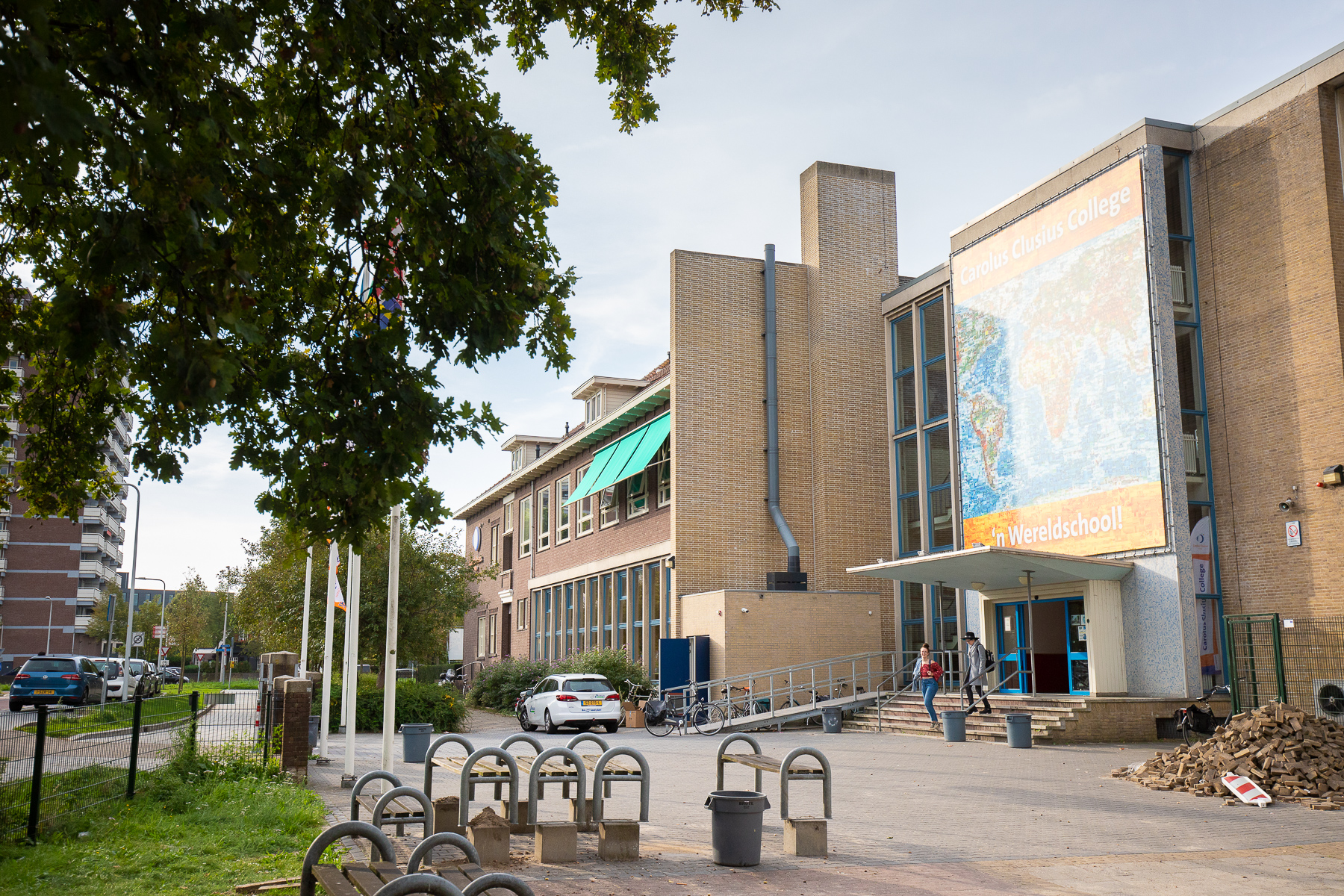
De bovenbouwingang die tot september 2018 in gebruik was
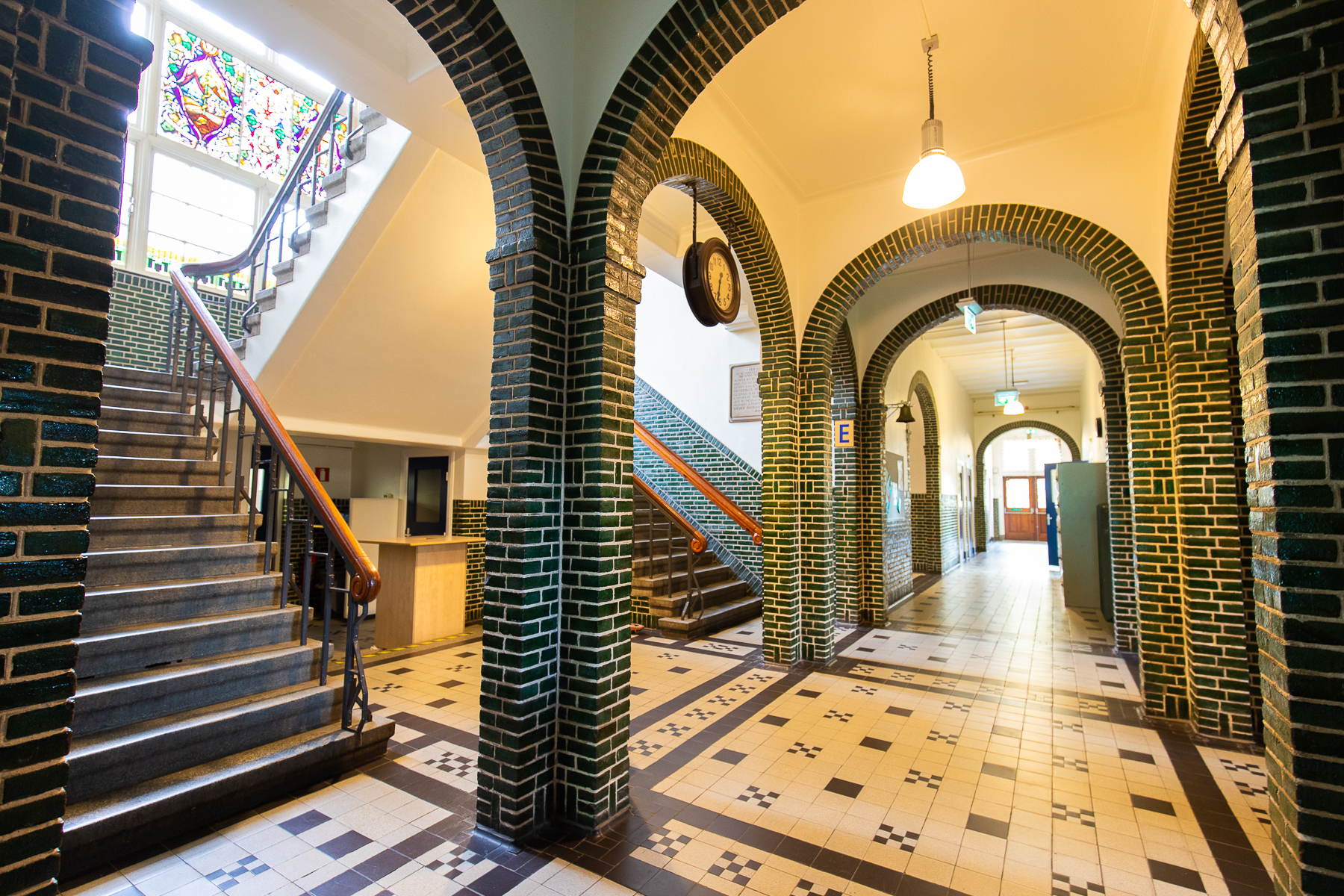
Een trappenhuis in het oude gedeelte van de school
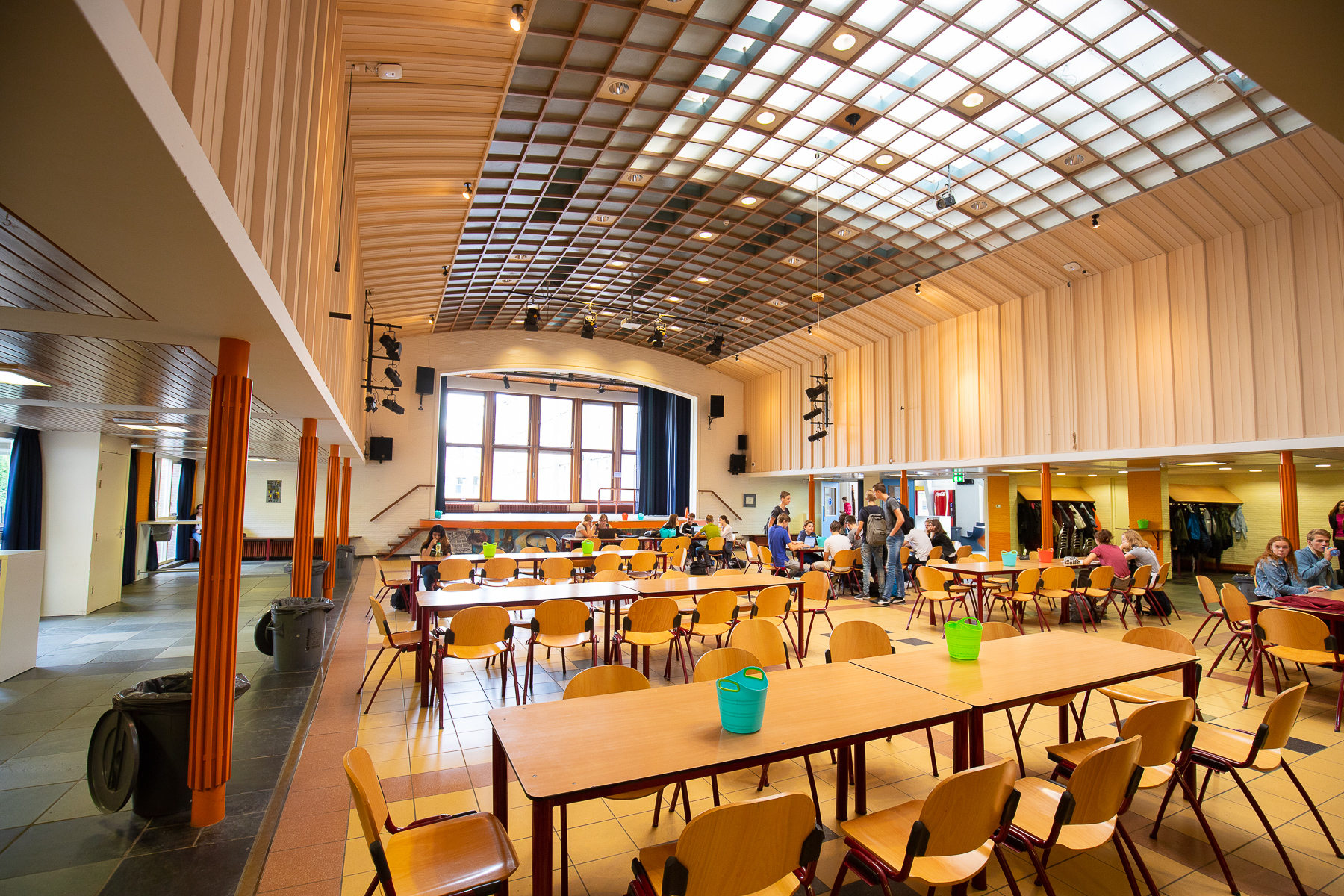
De bovenbouwaula waar leerlingen van de 4e klas en hoger pauzeren
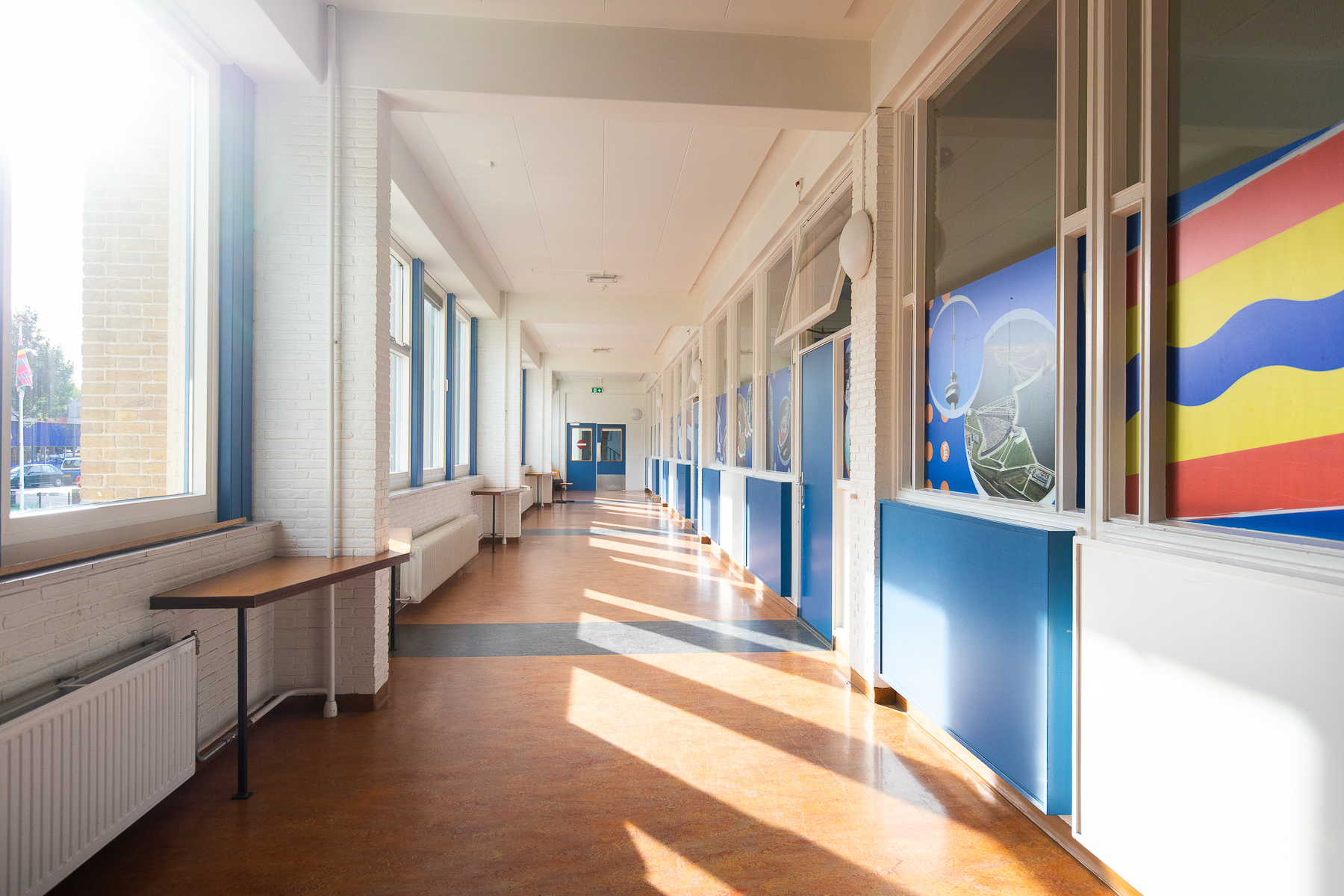
Een gang op de eerste verdieping met rechts enkele lokalen
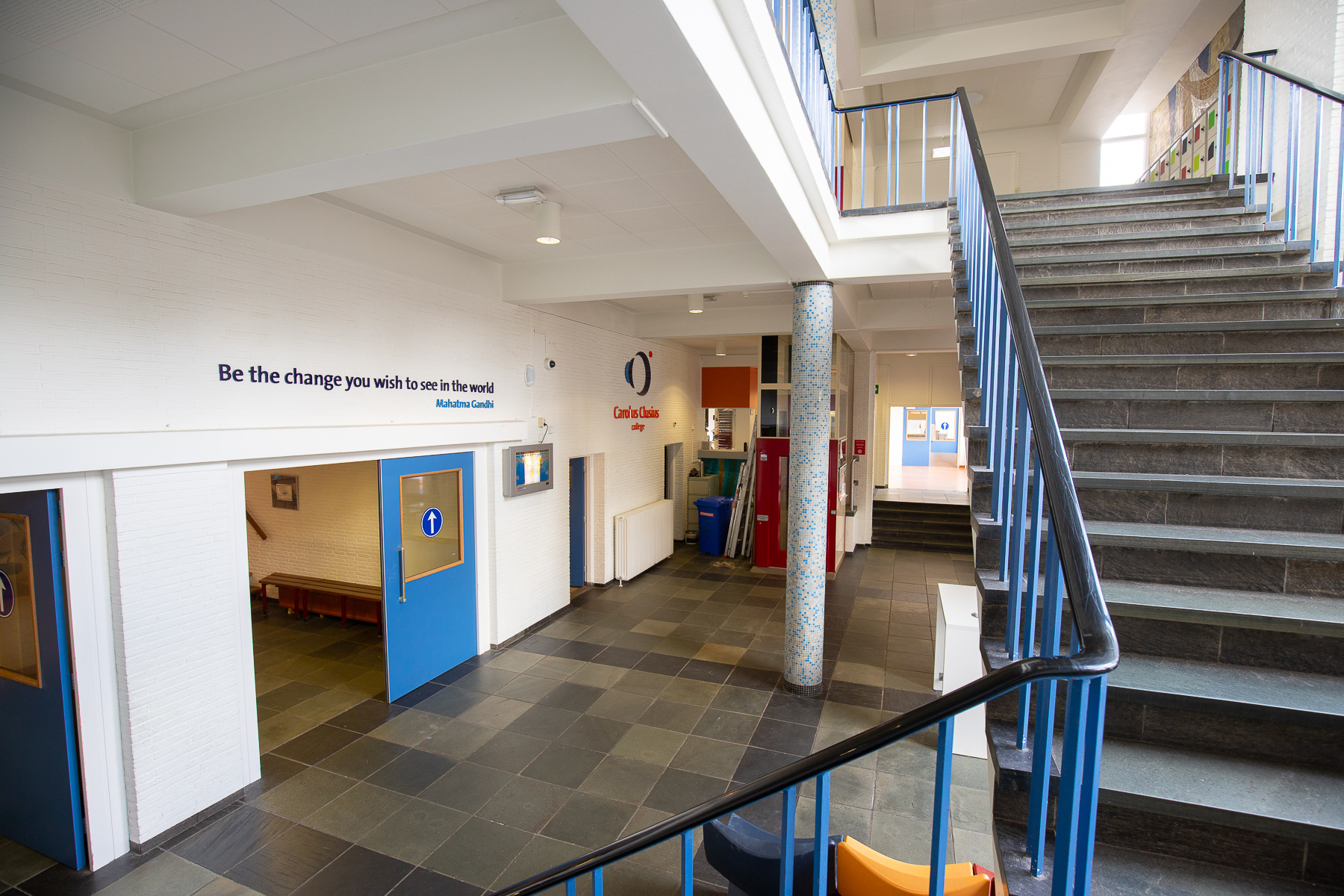
Een trappenhuis met links de bovenbouwaula.
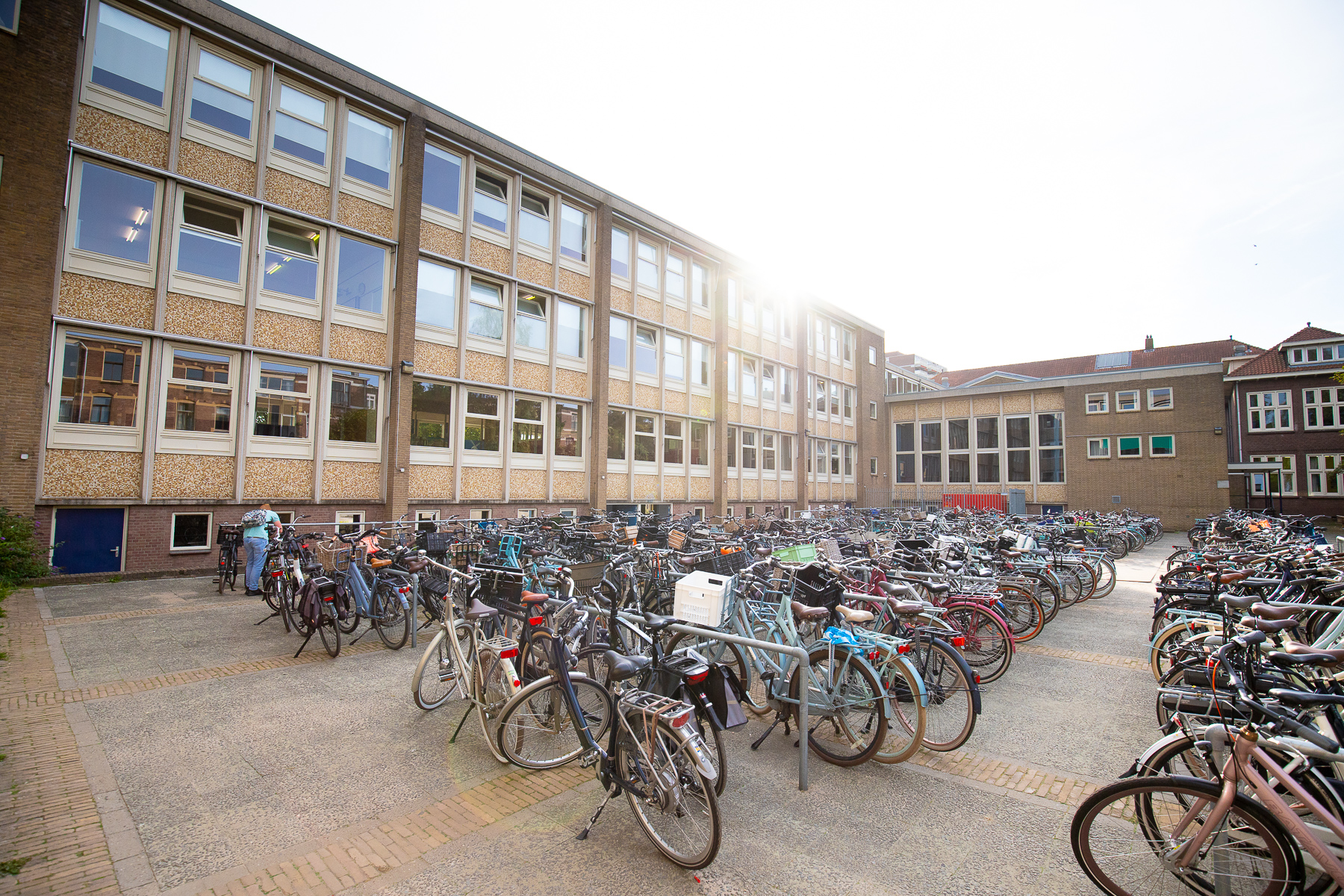
De fietsenstalling aan de zijkant van de school
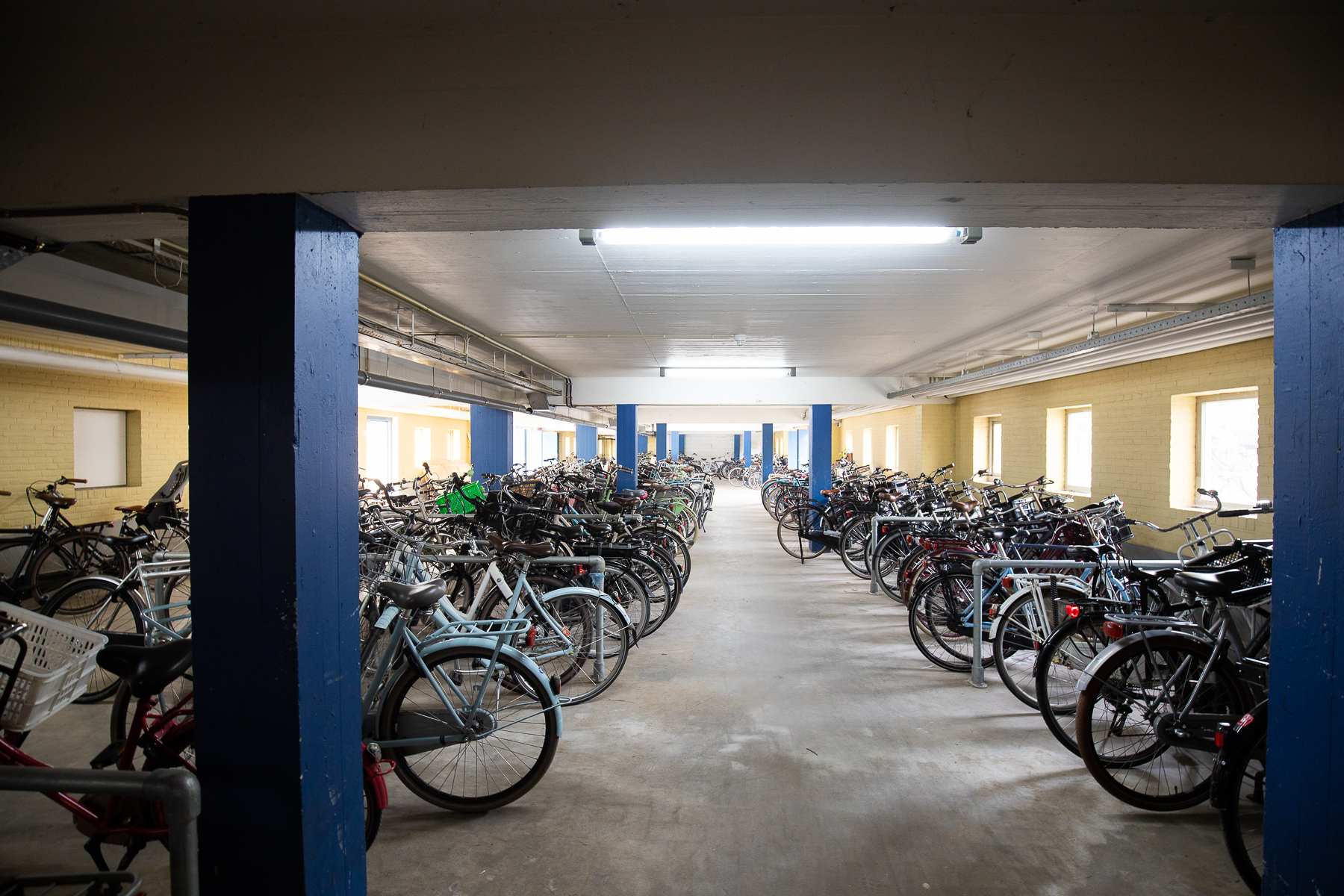
De fietsenkelder onder de school
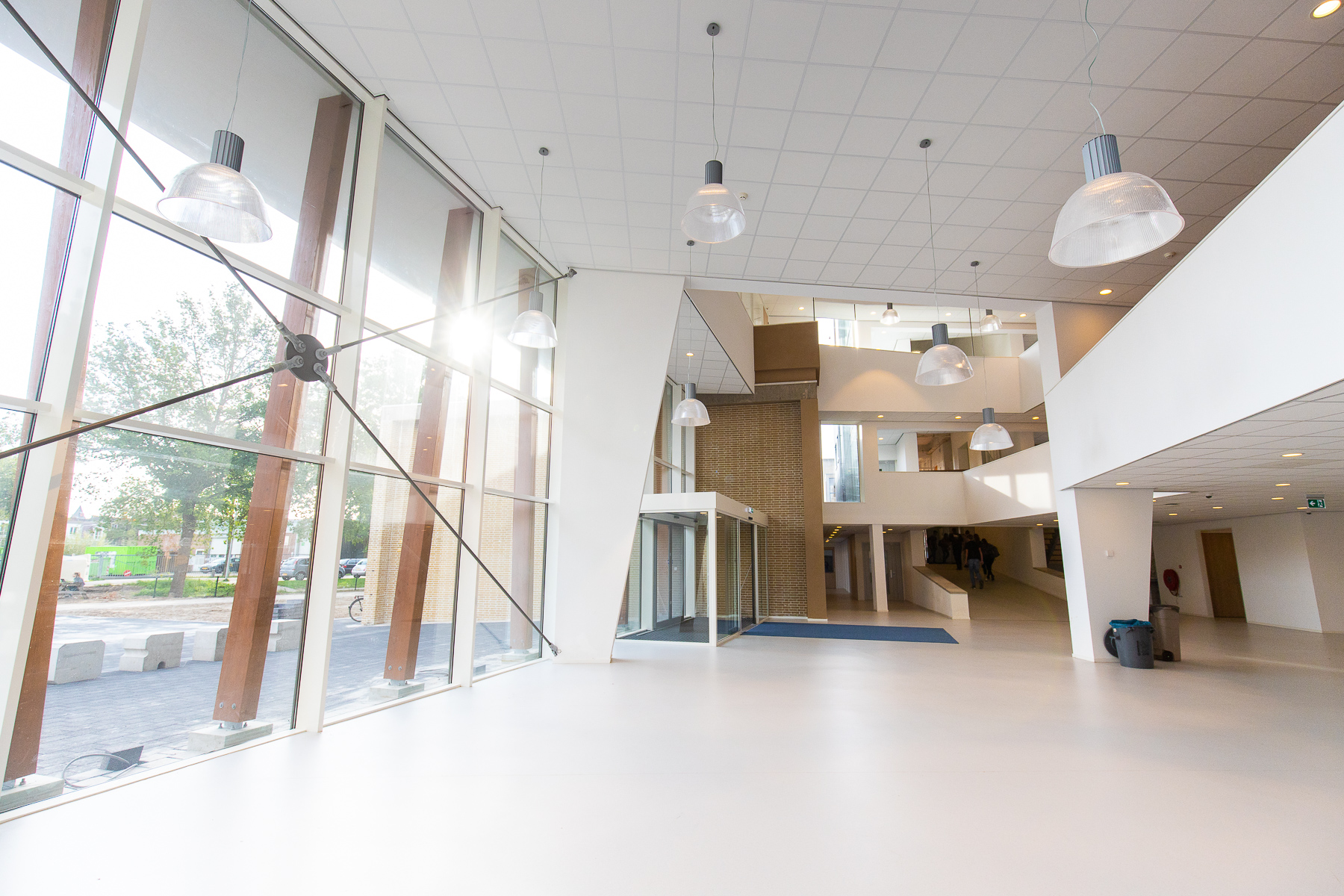
Het inganggedeelte dat sinds september 2018 in gebruik is
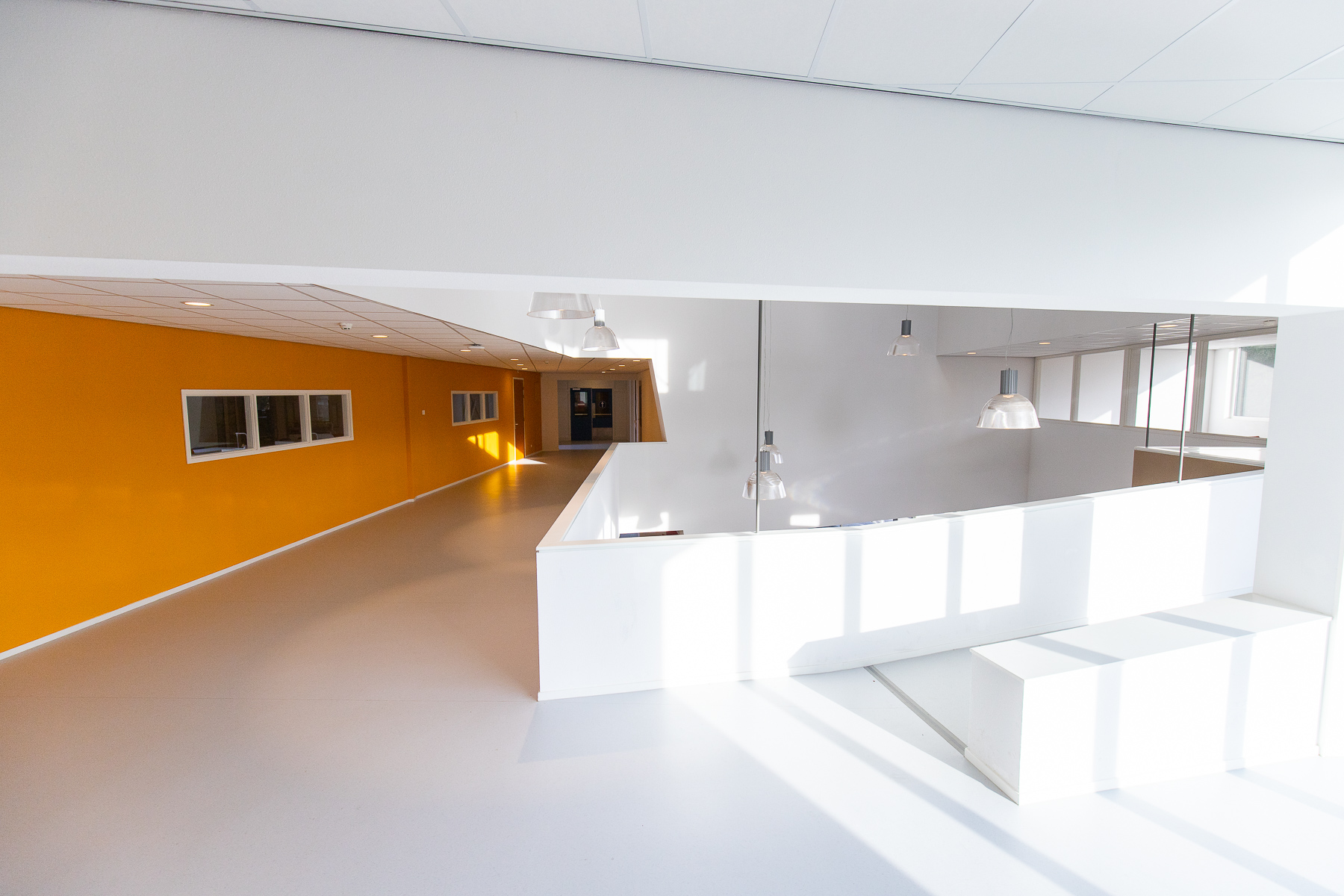
Een deel van de 2e verdieping in het nieuwe gedeelte
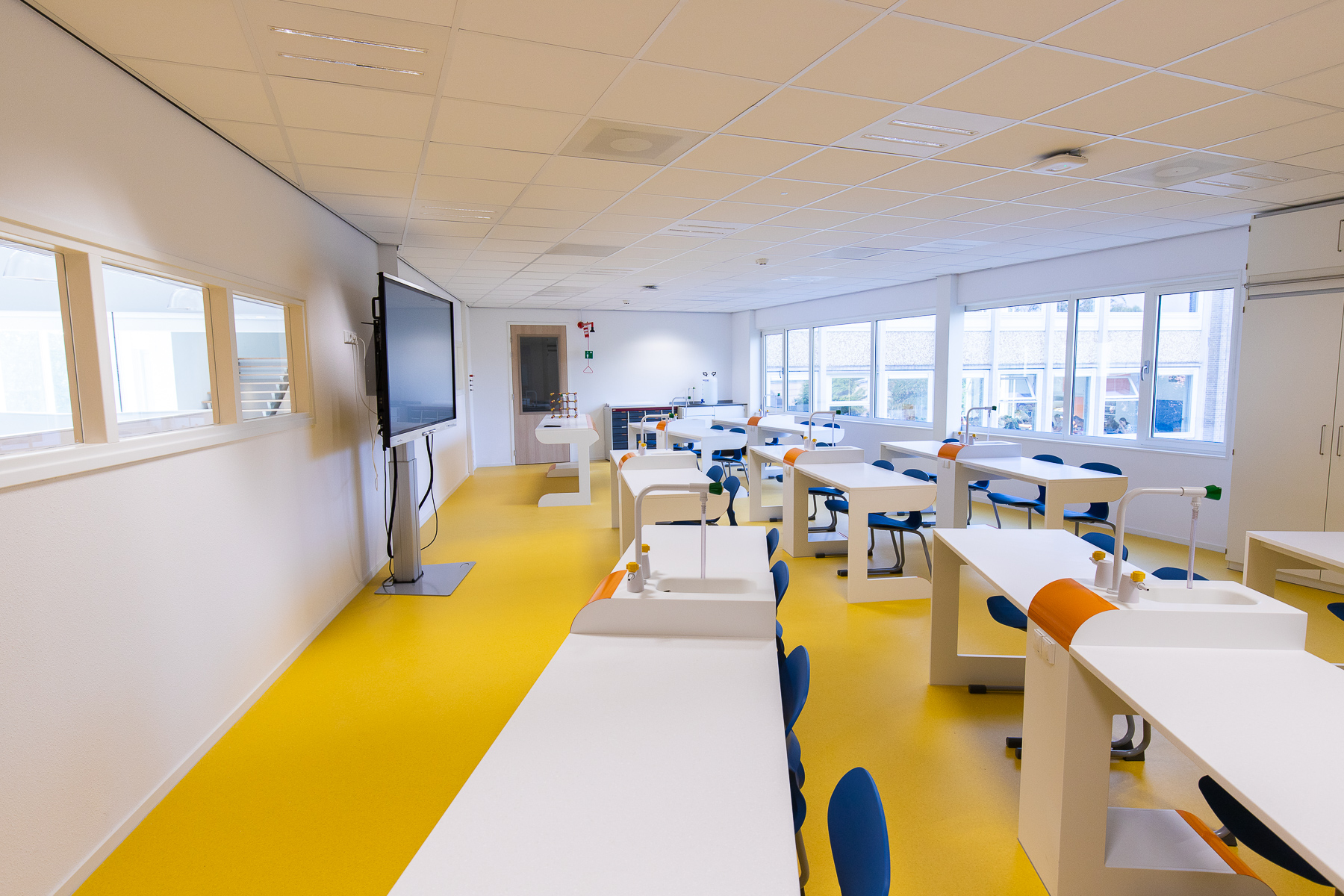
Een scheikundelokaal
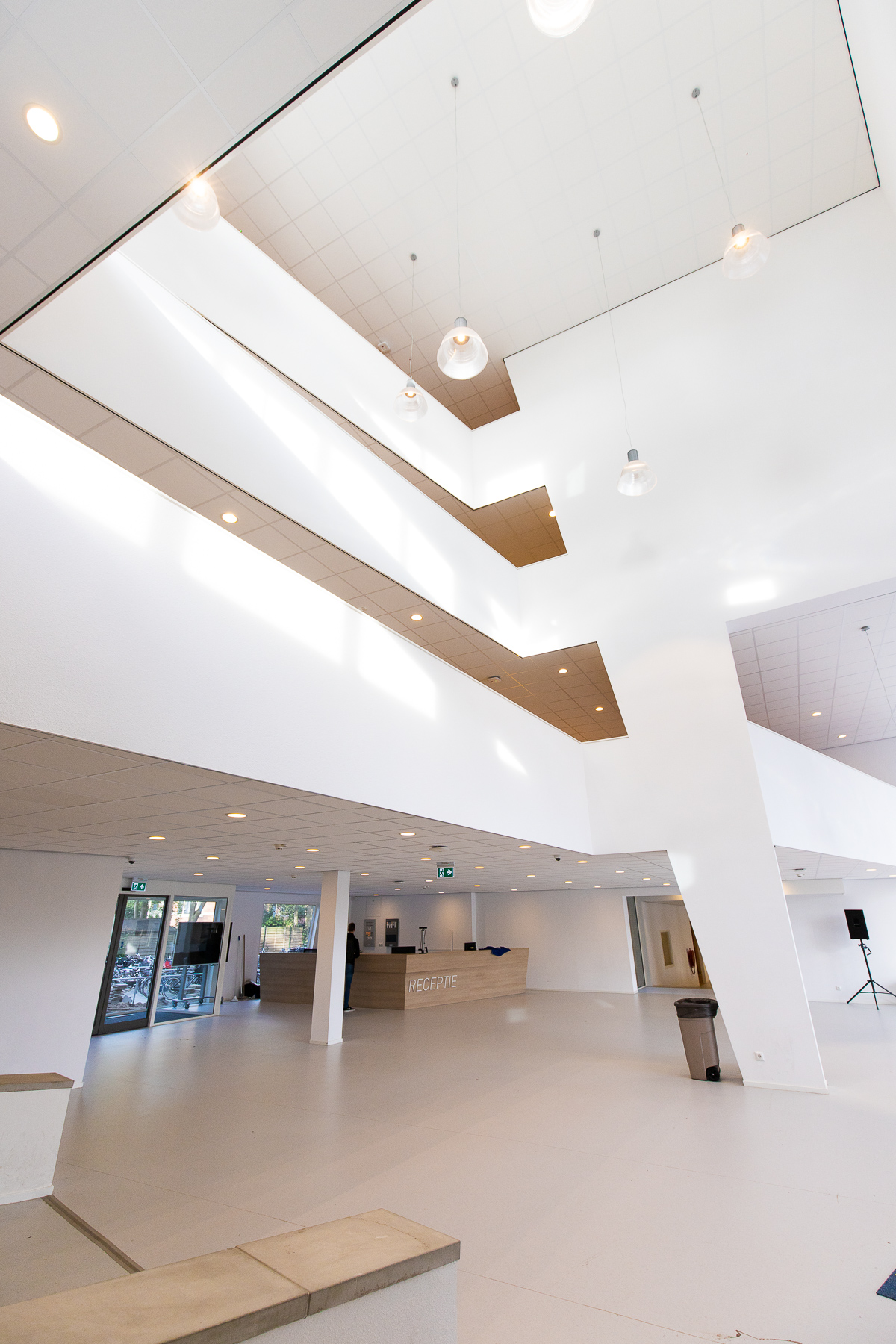
De vide gezien recht voor de hoofdingang met onderin de receptie
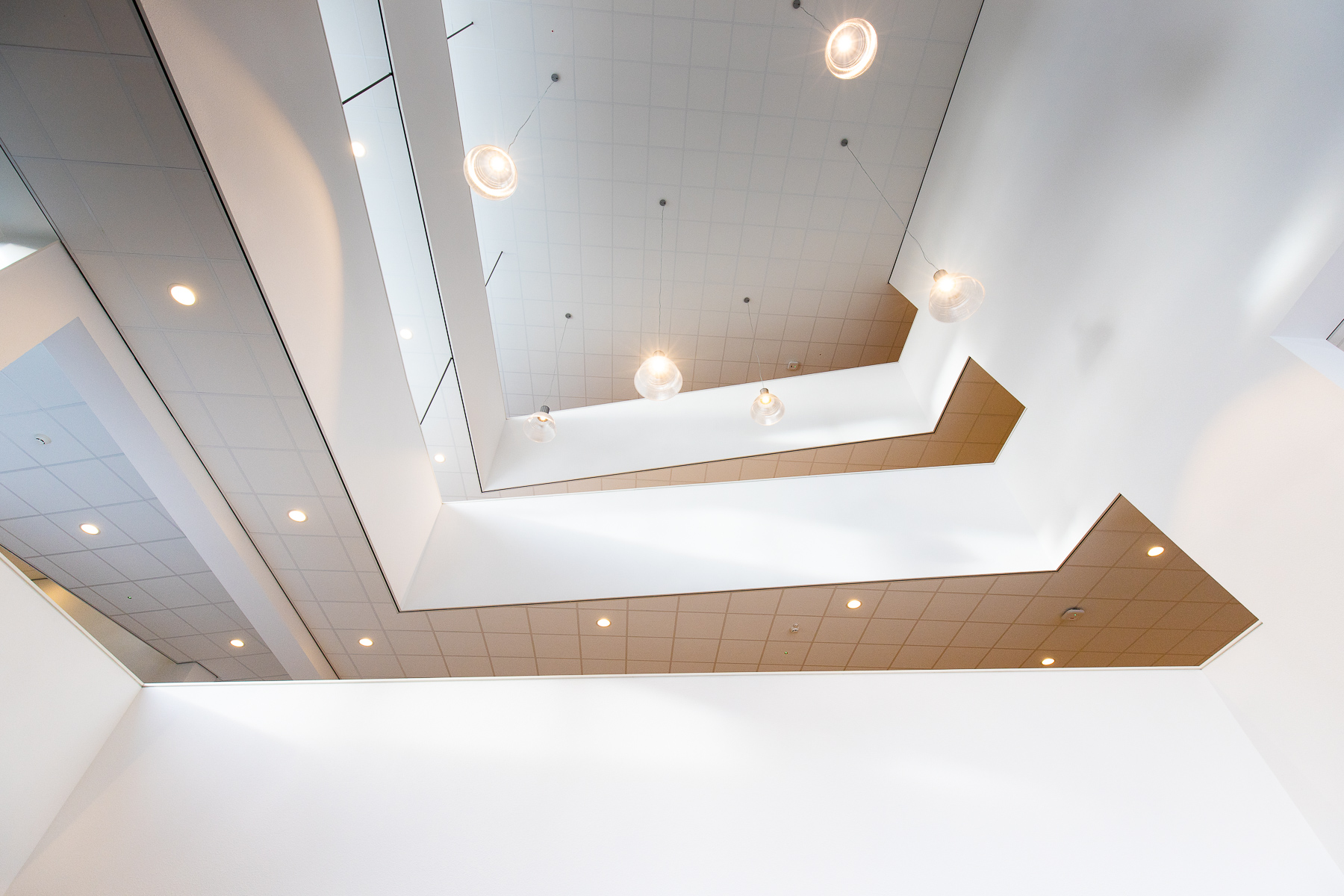
De vide direct achter de hoofdingang
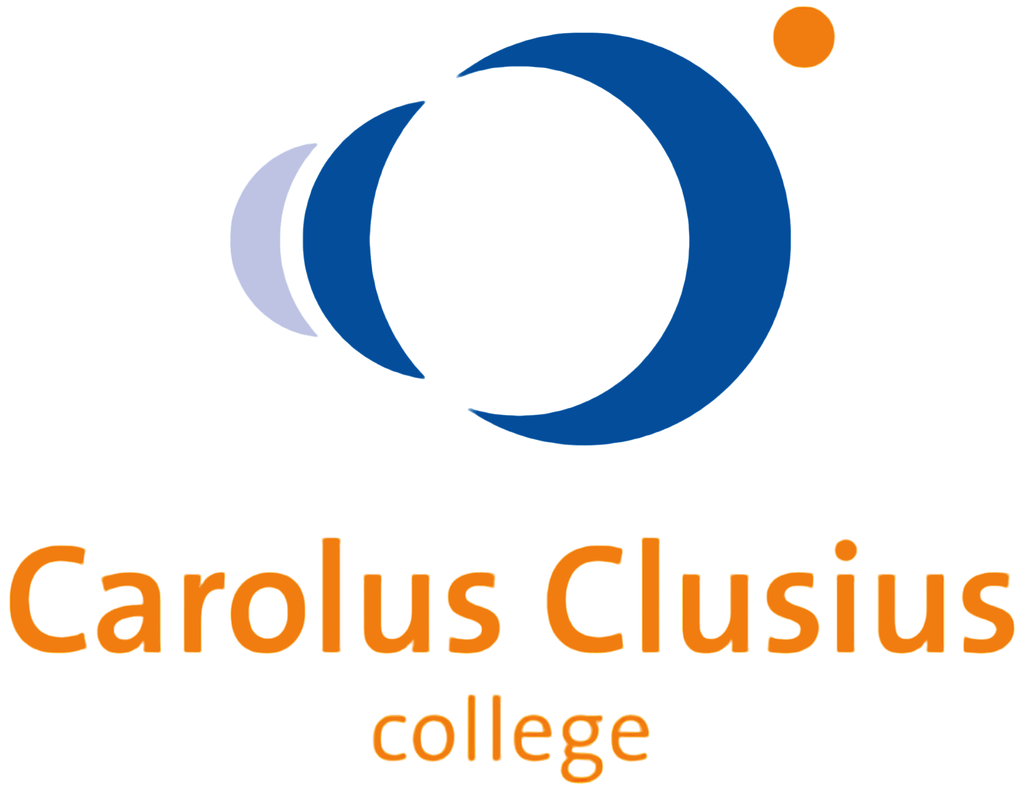
Logo van de school